# سودرشتاپل
سودرشتاپل (به آلمانی: Süderstapel) یک شهر در آلمان است که در اشلسویگ-فلنسبورگ واقع شده‌است. سودرشتاپل ۱٬۰۸۲ نفر جمعیت دارد.